# Hôtel Saint-Père
L'Hôtel Saint-Père est un hôtel particulier de la ville de Dijon situé dans son secteur sauvegardé.
Il a été acquis en 1789 par l'architecte Charles Saint-Père (d), mort deux ans plus tard. Il a probablement été remanié par Claude Saintpère, fils de Charles.
Il est inscrit au titre des monuments historiques depuis 1942 et son jardin depuis 1943.